# Estación La Trinidad
La Trinidad era una estación ferroviaria ubicada en la localidad homónima, Provincia de Buenos Aires, Argentina.

## Servicios
No presta ningún tipo de servicios desde 1961.

## Historia
La estación fue inaugurada por el Ferrocarril Central de Buenos Aires en 1915. En 1948 pasó a ser parte del Ferrocarril General Urquiza de la red ferroviaria argentina.
La sección Rojas - Cuatro de Febrero fue clausurada para todo tráfico en 1961 y desmantelada con el paso de los años.
El ramal completo se encuentra sin tráfico y en estado de abandono.